# Comuna Pustoviitivka, Romnî
Pustoviitivka (în ucraineană Пустовійтівка) este o comună în raionul Romnî, regiunea Sumî, Ucraina, formată din satele Herasîmivka, Pravdiukî, Pustoviitivka (reședința), Șîlivske, Skrîpali, Vovkivți și Zinove.

## Demografie
Componența lingvistică a comunei Pustoviitivka
     Ucraineană (97,87%)
     Rusă (1,89%)
     Alte limbi (0,06%)
Conform recensământului din 2001, majoritatea populației comunei Pustoviitivka era vorbitoare de ucraineană (97,87%), existând în minoritate și vorbitori de rusă (1,89%).